# Філінська (Верховазьке сільське поселення)
Фі́лінська (рос. Филинская) — присілок у складі Верховазького району Вологодської області, Росія. Входить до складу Верховазького сільського поселення.

## Населення
Населення — 5 осіб (2010; 3 у 2002).
Національний склад (станом на 2002 рік):
- росіяни — 100 %